# Django (film 1966)
Django è un film del 1966 diretto da Sergio Corbucci.
All'uscita nelle sale fu visto come uno dei film più violenti mai prodotti fino ad allora. Proprio la violenza, la crudeltà e il cinismo messi in mostra contribuirono al suo grande successo e a renderlo una pietra miliare del western all'italiana.
Django fu l'affermazione di Sergio Corbucci come regista di successo e rese Franco Nero uno degli interpreti più noti a livello internazionale del genere spaghetti western. La scena iniziale, in cui Django cammina trascinandosi dietro una cassa da morto, è diventata l'etichetta del film e del personaggio.

## Trama

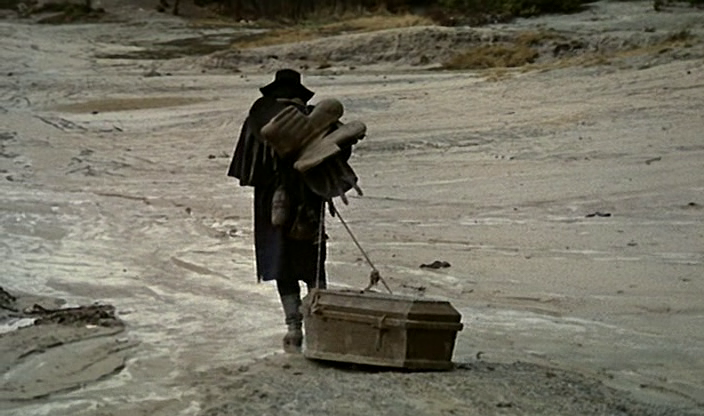
Django in cammino, trascinando la bara

Sud degli Stati Uniti, al confine col Messico, finita la guerra di secessione: Django è un reduce nordista che cammina con una sella in spalla e trascinando una cassa da morto.
Arrivato nei pressi di un ponte che permette di superare delle sabbie mobili, da lontano osserva quattro messicani che frustano una donna, Maria, incolpandola di aver cercato di fuggire. Altri cinque uomini, con dei fazzoletti rossi al collo, intervengono uccidendo i messicani. Ma anche loro sono intenzionati ad uccidere la donna, che odiano in quanto messicano-statunitense e incolpandola di essersi unita ai messicani. Sul punto di essere bruciata viva, Maria viene salvata da Django che elimina i cinque, dimostrando grande rapidità e precisione nell'uso della pistola.
Django e Maria raggiungono il saloon del paese più vicino, una città quasi fantasma le cui strade sono ricoperte di fango e le abitazioni malandate e fatiscenti. Nel locale uniche ospiti sono un gruppo di prostitute, di cui anche Maria tempo addietro faceva parte. L'albergatore, di nome Nataniele, accoglie i due controvoglia; ha paura che la loro presenza venga presto scoperta dal maggiore Jackson, il capo di una setta razzista i cui membri indossano fazzoletti o cappucci rossi, che è solito sfogare il suo sadismo sparando a messicani inermi quando questi non possono pagare la retta per la loro sopravvivenza.
Infatti al saloon si presentano prima fratello Jonathan, un predicatore razzista venuto a estorcere denaro per conto di Jackson, poi lo stesso maggiore con quattro pistoleri, fra cui il temuto e sfregiato Ringo. Si instaura subito una disputa tra Django ed il maggiore, che subito sospetta che sia lui il carnefice che ha massacrato i suoi uomini, ma mentre il gruppo sta per sparargli Django uccide i quattro e risparmia Jackson. Django è tornato in questa città per vendicarsi della morte della moglie, assassinata in sua assenza dagli uomini di Jackson, ma lo lascia andare perché vuole ucciderlo solo dopo aver sterminato tutti i suoi seguaci.
Dopo aver passato la notte con Maria, grata di avere qualcuno che finalmente la protegga, Django attende in strada, solo con la cassa da morto accanto, il ritorno di Jackson e dei suoi quaranta banditi. Al loro arrivo li sorprende tirando fuori dalla bara una mitragliatrice, sotto i cui colpi cadono quasi tutti i nemici, tranne Jackson e pochi altri che riescono a fuggire.

Jonathan col suo orecchio tagliato

Mentre Nataniele e Django sono al cimitero di Tombstone, il primo a seppellire i cadaveri, il secondo a visitare la tomba di una donna di nome Mercedes Zaro, in città Jonathan dà la colpa della strage a Maria e tenta di sobillare alcune delle prostitute contro di lei. Viene interrotto dall'arrivo dei rivoluzionari comandati dal generale Hugo, gli unici messicani che si opponevano agli uomini di Jackson. Il generale, incolpato Jonathan di essere una spia del maggiore, gli taglia l'orecchio destro e glielo mette in bocca, per poi ucciderlo sparandogli due volte alla schiena.
Hugo accoglie entusiasta Django, che considera come un fratello poiché in passato gli ha salvato la vita, ringraziandolo per aver falcidiato il gruppo avversario. Django gli restituisce Maria, che dice di aver salvato per lui, e poi, grazie alla fiducia guadagnata, convince i rivoluzionari a organizzare un attacco al forte dove Jackson deposita le sue ricchezze. Con l'oro del maggiore i messicani potrebbero comprare altre mitragliatrici con cui poter vincere la rivoluzione.
L'assalto al forte riesce, ma al momento della spartizione del bottino il generale si rifiuta di consegnare subito a Django quanto pattuito: anche se il pistolero vorrebbe la sua parte per dileguarsi, Hugo vorrebbe il suo prezioso aiuto per partecipare alla rivoluzione. La sera, durante i festeggiamenti al saloon, il messicano Ricardo mette le mani su Maria e, scatenata l'ira del generale, tenta di ucciderlo. Django gli salva nuovamente la vita e inizia una dura rissa con Ricardo, che alla fine rimane ucciso. Hugo come ringraziamento offre a Django Maria, ma lui sceglie invece un'altra prostituta.

Django però non ha intenzione di passare la notte con lei, ma le ordina di spogliarsi in modo da distrarre le sentinelle che la scorgono dalla strada attraverso la finestra. Coperto dal frastuono dei festeggiamenti, Django riesce a raggiungere il capanno dove è custodito il bottino. Riempita con l'oro la bara che si è portato dietro, apre una breccia nel muro con della dinamite e lascia la mitragliatrice a fare automaticamente fuoco sui messicani che accorrono, mentre fugge su un carro con Maria.

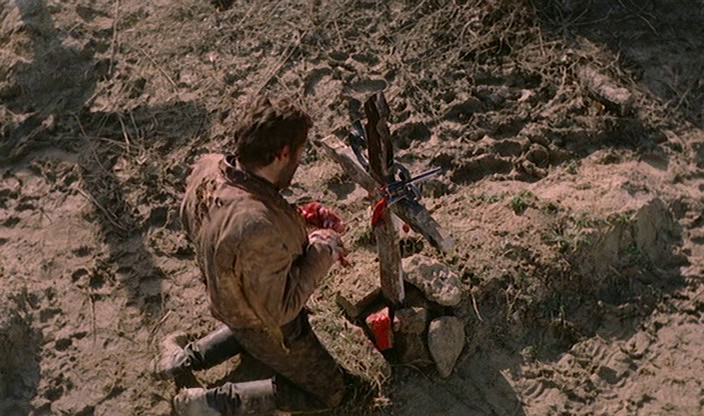
Django sulla tomba di Mercedes Zaro, sua moglie, dopo aver ucciso Jackson e i suoi uomini

Arrivato al ponte la donna gli confessa il suo amore, ma Django è intenzionato comunque a separarsi da lei: vuole usare l'oro per rifarsi finalmente una vita e non vuole rischiare che Maria faccia la fine della moglie, la quale in ogni caso non è sicuro di poter dimenticare. La bara cade però accidentalmente nelle sabbie mobili e Django tenta disperatamente di recuperarla tuffandosi nel fango. Maria cerca di salvarlo ma viene colpita apparentemente a morte dai messicani, che tirano poi fuori Django dal pantano. Hugo gli risparmia la vita, memore di essere in debito con lui, ma con la consueta punizione per i ladri, la distruzione delle mani: gli vengono prima fracassate dal messicano Miguel col calcio del fucile, poi calpestate dagli zoccoli dei cavalli.
Pur se gravemente menomato, Django è ancora intenzionato a vendicarsi di Jackson che nel frattempo, con l'aiuto dell'esercito governativo, ha sterminato Hugo e il suo gruppo in un'imboscata. Il maggiore si reca dunque con gli ultimi suoi uomini nel saloon di Nataniele per avere informazioni sull'ubicazione di Django. Il barista dimostra per la prima volta il suo coraggio nascondendogli Maria, che Django gli aveva affidato ferita poco prima. Appena scoperto dove si trova Django il maggiore fucila sul posto Nataniele.
La resa dei conti avviene al cimitero di Tombstone dove Django, gravemente ferito alle mani, si è portato e aspetta l'arrivo di Jackson e dei suoi; ma Django ha le mani fracassate e non può impugnare la pistola né tanto meno premere il grilletto per sparare. Allora freneticamente e con difficoltà svita con i denti la guardia del grilletto e appoggia la pistola su una croce del cimitero, in modo da poter comunque sparare e portare indietro rapidamente il cane con il palmo dell'altra mano. Agendo rapidamente in questo modo riesce ad uccidere Jackson e i suoi ultimi uomini, che erano giunti al cimitero per giustiziarlo. Alla fine di quest'ultima sparatoria Django se ne va, lasciando la pistola presso la tomba da cui aveva sparato, quella di Mercedes Zaro, sua moglie.

## Produzione
L'aiuto regista del film è Ruggero Deodato, in seguito famoso per i suoi crudi cannibal movie mentre il direttore della fotografia, Enzo Barboni, in seguito diventerà noto come regista con il nome di E.B. Clucher.
L'idea della soggettiva nella scazzottata al saloon si deve al maestro d'armi Gilberto Galimberti.

## Colonna sonora
La colonna sonora del film fu scritta da Luis Bacalov, che aveva cominciato l'attività di compositore per il cinema alcuni anni prima, nel 1960. Django fu il suo primo western, seguito già pochi mesi dopo da Quién sabe?.

Sempre composto da Bacalov, ma con la collaborazione di Franco Migliacci, è il tema dei titoli di testa, ripreso anche in quelli di coda. Nel film si può sentire il brano cantato da Rocky Roberts in lingua inglese, ma la RCA Italiana pubblicò nell'album della colonna sonora la versione incisa in italiano da Roberto Fia.

### Tracce
1. La corsa - 1:36
2. Fango giallo - 2:34
3. Town of Silence - 1:28
4. Blue Dark Waltz - 1:04
5. La corsa (seconda versione) - 2:18
6. Fruscii notturni - 3:15
7. El Pajarito - 2:47
8. Espera Y Ataque - 2:43
9. Django (strumentale) - 2:52
10. Django - 2:52
11. Vàmonos Muchachos! - 1:03
12. Vàmonos Muchachos!  (seconda versione) - 3:02
13. Vals De Juana Yimena - 1:02
14. Vàmonos Muchachos! - 2:41
15. Town of Silence (seconda versione) - 1:18
16. Corrido - 4:26
17. Preludio - 1:57
18. Duello nel fango - 1:18

## Gli "altri" Django e il vero seguito
Il successo internazionale di questo film è stato sfruttato da diverse altre produzioni che ne hanno utilizzato il nome del protagonista pur non avendo nulla a che fare con l'originale.
Fra i vari, Django spara per primo (1967) di Alberto De Martino, Pochi dollari per Django (1967) di León Klimovsky, Django il bastardo (1969) di Sergio Garrone, Django sfida Sartana (1970) di William Redford (Pasquale Squitieri), W Django! (1971) di Edoardo Mulargia, Arrivano Django e Sartana... è la fine (1971) di Dick Spitfire (Demofilo Fidani). Preparati la bara! (1968) di Ferdinando Baldi con Terence Hill nel ruolo di Django fu ideato dalla stessa casa di produzione e venne scelto Hill dopo il rifiuto di Nero che farà il seguito Django 2 - Il grande ritorno (1987) di Ted Archer (pseudonimo di Nello Rossati), dall'insolita ambientazione colombiana.
In Germania diverse decine di spaghetti western vennero distribuiti adattando la traduzione dei titoli affinché contenesse il nome Django.
Nel 2007, il regista Takashi Miike - con la partecipazione di Quentin Tarantino - ha presentato alla Mostra del cinema di Venezia il film Sukiyaki Western Django. È un tributo al Django originale e una rivisitazione del genere spaghetti western, collocato in uno scenario giapponese.
Inoltre, proprio Tarantino ha girato nel 2012 un suo western, ambientato nel Profondo Sud ai tempi della schiavitù, intitolandolo Django Unchained come omaggio a questo film. Il protagonista, interpretato da Jamie Foxx, si chiama anch'egli Django, e Franco Nero compare in un cameo; i titoli di testa sono accompagnati dalla canzone Django di Bacalov e Migliacci (anche se viene attribuita solo a Bacalov).

## Citazioni e riferimenti
- Il titolo del film deriva dal nome del chitarrista jazz Django Reinhardt, di cui Corbucci era un fan.
- Nell film Apocalypto (2006) diretto da Mel Gibson, gli indios vengono lasciati liberi e poi colpiti alle spalle con una lancia o altre armi, come fa il generale in Django con i messicani.
- Nella parodia I due figli di Ringo (1966) con Franco e Ciccio, i due protagonisti, spacciandosi per i figli di Ringo, dichiarano di chiamarsi Django e Gringo.
- In una scena dello spaghetti western Indio Black, sai che ti dico: sei un gran figlio di... (1970), il colonnello Skimmel obbliga i prigionieri a correre per poi sparargli alla schiena, proprio come Jackson in Django faceva coi messicani.
- In una scena di Mio caro assassino (1972) di Tonino Valerii una donna guarda la televisione dove vengono trasmesse le prime scene di Django.
- Nel film Più duro è, più forte cade (The Harder They Come) (1972), il protagonista Ivan va al cinema per vedere Django, del quale viene mostrata una scena.
- Nel film Il bianco, il giallo, il nero (1975), di Corbucci stesso, una parodia in chiave comico-satirica degli Spaghetti Western, il personaggio di Blanc De Blanc (Giuliano Gemma), ottenuta una bara che credeva contenesse oro da un cimitero (parodia de Il buono, il brutto, il cattivo), la trascina come Django per il deserto.
- In Keoma (1976) Franco Nero, che interpreta il protagonista, si appropria della camera di una prostituta, prendendole la chiave, come aveva già fatto in Django.
- Nell'episodio 139 dell'anime  Ken il guerriero (realizzato nel 1987 e intitolato "Prova di amicizia") Orca trascina una bara come Django. Nel suddetto episodio, l'arma nascosta nella bara è lo stesso Kenshiro, il protagonista della serie.
- In un episodio dell'anime I Cavalieri dello zodiaco (episodio 32, intitolato "Ritorno all'Isola nera"), un personaggio di nome Jango appare mentre Phoenix Ikki si trova presso la tomba di Esmeralda, rappresentata da una croce di legno con inciso il nome della donna amata, sulla quale inizia poi il combattimento.
- La scena del taglio dell'orecchio è ripresa nel film Le iene (1992) di Quentin Tarantino.
- Nell'episodio Mushroom Samba dell'anime Cowboy Bebop (1999) di Shinichirō Watanabe, la bara trascinata da uno dei personaggi è ritenuta essere un omaggio a Django.[10]
- Il film Star Wars: Episodio II - L'attacco dei cloni (2002) ha introdotto al franchise di Guerre stellari il personaggio di Jango Fett, matrice genetica dei cloni soldato della Repubblica Galattica e "padre" del più datato personaggio Boba Fett. Mentre Boba si ispirava dichiaratamente all'Uomo senza nome della Trilogia del dollaro di Sergio Leone, Jango si ispira, nel nome e nel personaggio, a Django.
- Nella serie di videogiochi Boktai, prodotti dalla Konami e da Hideo Kojima a partire dal 2003, diversi personaggi hanno nomi presi dagli spaghetti western, come Ringo e Sabata, e il protagonista, un giovane cacciatore di vampiri, si chiama proprio Django. Un omaggio al film di Corbucci è inoltre il fatto che, per uccidere i vampiri più potenti, Django deve trascinarli con una catena all'aperto mentre questi stanno dormendo nella loro cassa da morto.
- Nel videogioco Red Dead Revolver del 2005 pubblicato da Rockstar Games un boss, Mr. Black, ha una bara che trascina dietro e che ha una mitragliatrice al suo interno proprio come il protagonista del film.
- È citato nella canzone Vampiri di Emis Killa (2013), selvaggio come Django.
- Nel telefilm animato Bob's Burger, padre e figlio si appassionano a uno spaghetti western dal titolo Banjo, chiara citazione di Django.
- Oltre al titolo, molti sono i riferimenti presenti in Sukiyaki Western Django:
  - due clan, che si fanno guerra fra loro, hanno adottato entrambi per simbolo un colore, così come in Django i seguaci del maggiore Jackson avevano per simbolo il rosso;
  - una bara, copia di quella usata in Django, viene trascinata nel fango e al suo interno è custodita una mitragliatrice, come nel film di Corbucci;
  - il personaggio dello sceriffo viene ucciso con una croce uguale a quella sulla tomba di Mercedes Zaro in Django;
  - nella didascalia finale viene rivelato che Heiachi adotterà il nome di Django;
  - il tema finale è una versione riarrangiata e con un testo in giapponese di quello di Django.
- In Django Unchained, oltre al riferimento nel titolo e all'omonimia del protagonista, il film di Corbucci viene omaggiato più volte:
  - lo stesso Franco Nero ha un breve cameo nel film, nella parte di Amerigo Vassepi.
  - nei titoli di testa viene ripreso lo stesso tema musicale di Django, scritto da Bacalov e Migliacci e cantato da Rocky Roberts;
  - in un flashback Broomhilda viene legata e frustata nella stessa maniera in cui, all'inizio di Django, quattro messicani frustano Maria.
- Nel videoclip del brano Formaldehyde del gruppo Editors (2013), in un'ambientazione dichiaratamente spaghetti western (le location, per altro, sono le stesse di C'era una volta il West di Sergio Leone), il protagonista arriva in un piccolo paese trascinando dietro di sé una bara: chiaro riferimento al film di Corbucci.
- Nella seconda serie di Lupin III, precisamente nell'episodio 53 ("Lupin contro Fantoma") Lupin e Jigen litigano per vedere la TV; Lupin vuol vedere un film romantico, Jigen uno spaghetti western; mentre i due combattono col telecomando per cambiare canale, si vedono alcune scene simili a quelle di Django; la bara trascinata, la mitragliatrice, l'arrivo dei predoni messicani.
- Nel manga e nel successivo adattamento animato di Trigun, il personaggio Nicholas D. Wolfwood porta con sé una croce che poi si rivela essere una mitragliatrice, il che è un possibile riferimento alla bara di Django.
- Nel volume 39 del manga Berserk di Kentarō Miura, Schierke e Farnese affrontando un viaggio nel subconscio di Casca fanno l'incontro di Gatsu, sotto forma di doberman che trascina attaccata al guinzaglio a una catena una bara.